# Silvia Intxaurrondo

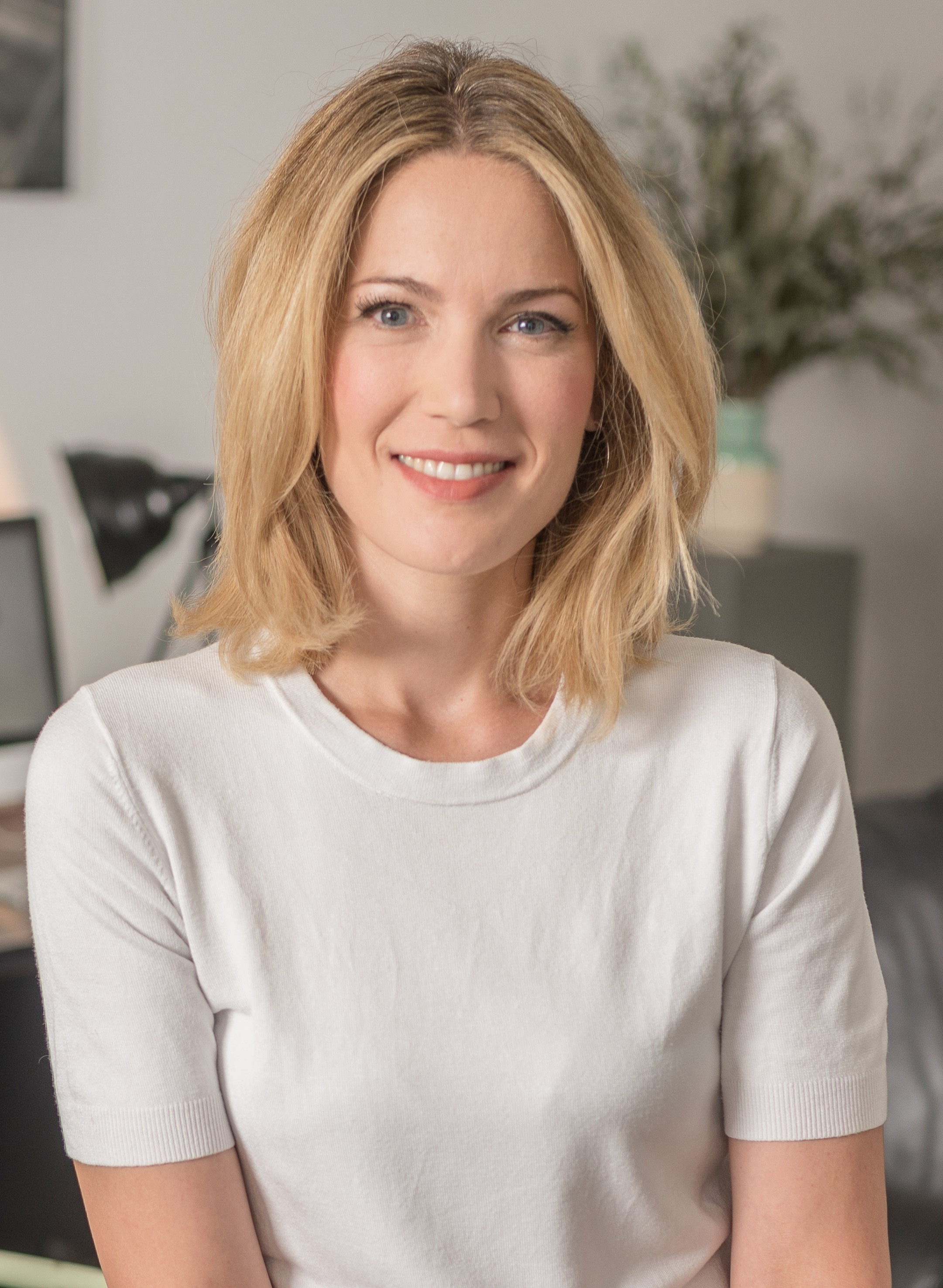

Silvia Intxaurrondo Alcaine (Barakaldo, 7 marzo 1979) è una giornalista e conduttrice televisiva spagnola di origine basca.

## Biografia
Trascorre la sua infanzia a Santurtzi. Si laurea in giornalismo presso l'Università di Navarra e in filologia araba presso l'Università Autonoma di Madrid, inoltre sempre a madrid, prende un Master in Studi islamici arabi e contemporanei, specializzata in informazione internazionale, arabo e esperta dell'Islam. La sua carriera professionale è iniziata nel programma mattutino Hoy por hoy, nell'emittente Cadena SER presentato da Iñaki Gabilondo dove ha trascorso quattro anni.
Nel 2005 è passata alla CNN+ per presentare il notiziario e dalla stagione 2006-2007 è stata co-presentatrice Noticias Cuatro 2 dell'emittente Cuatro.
Dall'8 febbraio al 23 dicembre 2010 è stata co-presentatrice del programma Hoy. Dal 2011 fino a giugno 2012 ha fatto parte del gruppo di lavoro di W Radio (catena del gruppo PRISA), insieme a Julio Sánchez Cristo.
Dal 3 settembre 2012 al 20 maggio 2013, ha lavorato come assistente alla regia del programma Hoy por hoy della Cadena SER, nella sua nuova fase con la presentazione di Pepa Bueno e Gemma Nierga, poco prima di diventare madre.
Da gennaio 2014 a dicembre 2014, presenta oggi il programma quotidiano di notizie ETB del canale regionale basco ETB2. Da gennaio ad aprile 2015, presenta il programma settimanale di notizie su ETB2 ¡Por fin, viernes!.
Nel settembre 2015, è tornata nell'emittente Cuatro, dove ha preso in carico il programma settimanale del dibattito Un tiempo nuevo. 
Attualmente è la direttrice dell'Agenzia di comunicazione SUKUN.
Da settembre 2017 dirige e presenta Telenoticias Fin de Semana su Telemadrid.
Da gennaio 2018, conduce assieme a Paco Lobatón il programma Desaparecidos su La 1.

## Televisione
- Noticias Cuatro (2005-2010)
- Hoy (2014)
- Por fin, viernes (2015)
- Un tiempo nuevo (2015)
- Cuando ya no esté (2016)
- Telenoticias Fin de Semana (2017-in corso)
- Desaparecidos (2018)
- La hora de La 1 (2020-)